# Avèze (liqueur)
Pour les articles homonymes, voir Avèze.
L'Avèze est la marque de liqueur de gentiane fabriquée à Riom-ès-Montagnes dans le département du Cantal (Massif central).

## Fabrication

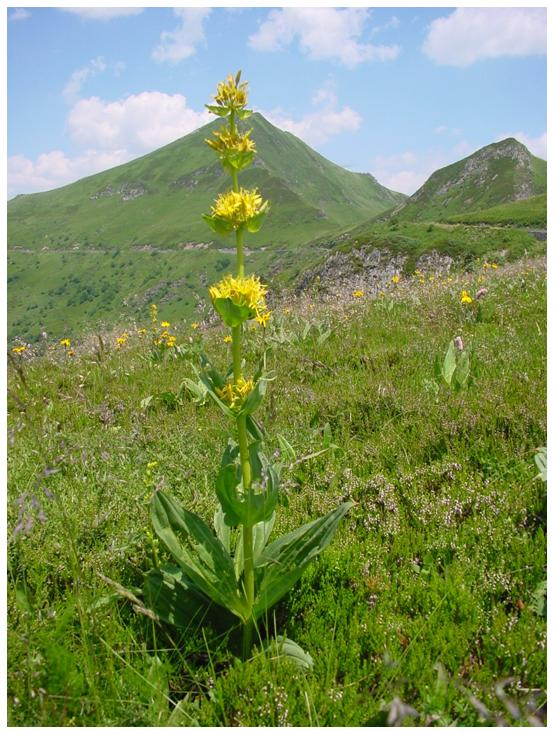
La gentiane jaune, ici devant le puy Mary, dont la racine est récoltée.

Il s'agit d'un apéritif à base d’alcool avec plusieurs déclinaisons. Les racines de gentiane jaune (Gentiana lutea) sont récoltées après plusieurs années de croissance (jusqu'à vingt ans) entre fin mai et mi-octobre dans des espaces préservés entre 900 et 1 700 mètres d'altitude. Triées puis lavées à la main, les racines sont ensuite disposées de façon inclinée pour l'égouttage. Après avoir été découpées en cossettes, elles macèrent dans de l'alcool pendant au moins neuf mois avant filtration puis embouteillage.

## Notoriété
Dans les années 1930, la publicité vante les bienfaits de l'« Auvergne Gentiane », liée par l'image à la longévité. L'influente association des Auvergnats de Paris a aussi contribué à la promotion de la fée jaune à la capitale. L'amer auvergnat à base de gentiane est en vogue dans les années 2020 notamment pour le cocktail Spritz à la mode.

## Historique
Créé par Émile Refouvelet à Riom-ès-Montagne en 1929,,, l'amer blond des Monts du Cantal (avec les marques Salers, Avèze et Couderc) a d'abord porté le nom d'« Auvergne Gentiane » dès 1930,,,. La marque Avèze est lancée en 1962.
Elle obtient des récompenses aux expositions d'Aurillac et de Clermont-Ferrand ainsi qu'en 1937 à l'exposition internationale de Paris. Dès 1939, la production annuelle de l'Auvergne Gentiane est de 200 000 bouteilles depuis les Établissements E. Refouvelet.
L'« espace Avèze », combinant un musée et un lieu de dégustation, a été créé à côté du lieu de fabrication.
Elle est acquise par le groupe « La Martiniquaise » en 2009.
Avèze est le seul amer de gentiane ayant obtenu le label « Produit du parc naturel régional des Volcans d'Auvergne » suivant pour cela une charte de qualité,, ses racines proviennent exclusivement de territoire du parc régional,.